# لانهائي (ألبوم)
لانهائي (بالإنجليزية: Endless، معرَّب: إِنْدْلِسْ) هو ألبوم مرئي من أداء المغني الأمريكي فرانك أوشن. تم إصداره في تاريخ 19 أغسطس 2016، حصريًا للبث على خدمة أبل ميوزك، وتلاه إصدار ألبوم أوشن الأستديو الثاني شقراء (Blonde) بعده بيوم في أغسطس 20. تمت إعادة إصدار لانهائي على شكل نسخ مادية محسنة ومحدودة في أبريل 2018.
تبع الألبوم فترة من الجدل بالنسبة لأوشن، الذي خاض معركة شهيرة مع شكرة تسجيلات ديف جام، كما كان ذلك موضوع نقاش إعلامي واسع النطاق عند إصدار الألبوم. سُجِّل الألبوم في العديد من الأستديوهات في جميع أنحاء كاليفورنيا، وأيضًا في لندن وميامي، وبرلين، وتعامل أوشن مع الإنتاج بالإتحاد مع العديد من المنتجين الآخرين، وأبرزهم فيجن، ومايكل أوزورو، وتروي نوكا، والذي عمل معه أوشن في السابق على شريطه المنوعات الأول نوستالجا، ألترا (Nostalgia, Ultra) في عام 2011.
يتتبع الفيلم أوشن وهو يصنع درجًا حلزونيًا بصمت بينما تشتغل الموسيقى في الخلفية. لاحظ صحفيو الموسيقى أن الألبوم يتميز بجمالية بسيطة مع بنية موسيقية فضفاضة ويحتوي على عناصر مماثلة لتلك التي تورد في شقراء، بما في ذلك موسيقى البوب المحيطية، والآر أند بي، والتْراب. موضوعيًا، يتحدث الألبوم عن مكانة أوشن الإجتماعية كشخصية مشهورة، والحب، والحسرة، وكِبَر السن. كما يحتوي على ظهورا ضيف غير مذكورتان في الائتمانات من سامفا وجازمين سولفن.
حظي الألبوم بتقبل إيجابي بشكل عام من نقاد الموسيقى، حيث أشاد بعضهم بالمحتوى الموسيقي، وبالتحديد التركيبات التفصيلية المجردة، وإن كان البعض منقسمًا على الجوانب البصرية، مشيرين إلى طول الفيلم. عند إعادة إصداره، تم إعادة تقييم الألبوم بشكل إيجابي أكثر، مع زيادة الثناء على تنوعه.

## الخلفية
في 21 فبراير 2013، أكد أوشن أن العمل بدأ على ألبومه الأستديو الثاني، مما شمل التعاون المبدئي مع تايلر، ذا كرييتور، وفاريل ويليامز، ودينجر ماوس. كشف أوشن أيضًا أن الألبوم سيتبع قصة معينة مثل ألبومه السابق، وأنه سيستمد نفوذه من ذا بيتش بويز والبيتلز. كما أعرب أوشن عن نيته للتعاون مع تايم إمبالا وكينغ كرول، وعبر أيضًا عن رغبته في تسجيل موسيقاه في بورا بورا.
في أبريل 2014، صرح أوشن بأن ألبومه الثاني قد أوشك على الإنتهاء، وفي يونيو، ذكر لمجلة بيلبورد أنه كان يعمل على الأبوم مع الفنانين هابي بيريز، وتشارلي غامبِتا، وكڤن رسترو (والذي عمل معه على نوستالجا، ألترا)، وهيت بوي، ورودني جيركنز، ودينجر ماوس.
في تاريخ 29 نوفمبر 2014، أصدر أوشن مقتطفًا لأغنية تدعى «مِمرايز» (Memrise) على حسابه الرسمي على تمبلر، وهي أغنية ترددت الشائعات على أنها الأغنية المنفردة الرئيسية من ألبومه الجديد. تلقى المقتطف استقبالًا إيجابيًا بشكل عام، حيث أشار النقاد إلى تجارب أوشن الموسيقية واستكشافه المستمر للمواضيع الكئيبة. في يوم 6 أبريل 2015، أعلن أوشن أن ألبومه القادم سيتم إصداره في يونيو من ذلك العام، ولكنه لم يفصح عن المزيد من التفاصيل. لم يتم إصدار الألبوم في نهاية المطاف، بدون تقديم أوشن لأي تفسير لتأخيره. ترددت شائعات بأن الألبوم قد يكون عنوانه الأولاد لا يبكون (Boys Don't Cry)، وأنه قد يشمل «مِمرايز».

## الإصدار والترويج
في 2 يوليو 2016، لَمَّح أوشن على موقعه عبر الإنترنت إلى احتمال إصدار ألبومه الثاني. ظهرت صورة على الموقع لبطاقة مكتبة بعنوان «الأولاد لا يبكون» مع العديد من الطوابع، مما أشار إلى تواريخ إصدار مختلفة بين يوليو 2015 ونوفمبر 2016. اقترح شقيق أوشن، رايان برو، إصدار الألبوم في يوليو 2016، عندما علق على منشورة عبر حسابه في إنستغرام، كاتبًا: «الأولاد لا يبكون #يوليو2016».
في 1 أغسطس 2016، تم إطلاق مقطع بث مباشر على موقع أوشن blonded.co من استضافة أبل ميوزك يُظهر قاعة فارغة، كما أظهر الموقع رسماً بيانيًا جديدًا بعنوان "boysdontcry" (الأولاد لا يبكون). كان الفيديو الجديد التحديث الأول على الموقع منذ نشر «تاريخ الإصدار» الأول في يوليو. ظهر أيضًا لاحقًا في البث أوشن وهو يمارس الأعمال الخشبية ويعزف بشكل متقطع على الآلات الموسيقية في مقتطف مكرر. في نفس اليوم، ذكرت العديد من المنافذ الإخبارية أن 5 أغسطس 2016 قد يكون موعد إصدار الألبوم. اتضح لاحقًا أن مقطع الفيديو ذلك كان إعلانًا لـلانهائي (Endless)، وهو ألبوم مرئي مدته 45 دقيقة بدأ البث على أبل ميوزك في 19 أغسطس 2016. تم التأكيد لاحقًا على أن لانهائي مشروع مختلف عن ألبوم أوشن الأستديو الثاني. تم استبدال عنوان الألبوم المفترض الأولاد لا ييكون بعنوان جديد، شقراء (Blonde). كان لانهائي آخر ألبوم له مع شركة التسجيلات ديف جام، والذي استوفى عقده مع الشركة.
في 24 أبريل 2017، بث أوشن ريمكسًا للأغنية «سلايد أون مي» ("Slide on Me") مع ظهور ضيف ليونج ثاج في برنامج أوشن الإذاعي بلوندِد راديو. في 27 نوفمبر، أطلق أوشن إصدارات مادية ومعاد تصميمها من لانهائي.

## قائمة الأغاني
| 1.            | "جهاز تحكم"                      | وولفغانغ تيلمانز                                                                                         | "Device Control"              | 0:52  |       |       |       |       |       |       |       |       |
| 2.            | "في أفضل حالاتك (أنت حُب)"        | إيرني إيزلي [a] مارفن إيزلي [a] كريس جاسبر [a] رودولف إيزلي [a] أو'كيلي إيزلي الابن [a] رونالد إيزلي [a] | "At Your Best (You Are Love)" | 5:21  |       |       |       |       |       |       |       |       |
| 3.            | "ألاباما"                        | فرانك أوشن                                                                                               | "Alabama"                     | 1:25  |       |       |       |       |       |       |       |       |
| 4.            | "لي"                             | أوشن أركا أليخاندرا غيرسي                                                                                | "Mine"                        | 0:32  |       |       |       |       |       |       |       |       |
| 5.            | "ا-ت-ح-ا-د"                      | أوشن ستيفن فيدال فرانك دوكز آدم فيني                                                                     | "U-N-I-T-Y"                   | 2:54  |       |       |       |       |       |       |       |       |
| 6.            | "بطريقة معينة"                   | | "A Certain Way"               | 0:11  |       |       |       |       |       |       |       |       |
| 7.            | "مثل الأولاد"                    | أوشن | "Comme des Garçons"           | 0:59  |       |       |       |       |       |       |       |       |
| 8.            | "زينون"                          | أوشن جو ثورنالي                                                                                          | "Xenons"                      | 0:31  |       |       |       |       |       |       |       |       |
| 9.            | "طفل عسل"                        | | "Honey Baby"                  | 0:09  |       |       |       |       |       |       |       |       |
| 10.           | "ذبل"                            | أوشن | "Wither"                      | 2:34  |       |       |       |       |       |       |       |       |
| 11.           | "هوبلوز"                         | أوشن تشارلز نجابا غارث بورتر [b] أنثوني ميتشيل [b] داريل بريثويت [b]                                     | "Hublots"                     | 1:48  |       |       |       |       |       |       |       |       |
| 12.           | "هنا في مكان ما"                 | أوشن تروي نوكا ثورنالي                                                                                   | "In Here Somewhere"           | 1:45  |       |       |       |       |       |       |       |       |
| 13.           | "انزلق علي"                      | أوشن | "Slide on Me"                 | 3:07  |       |       |       |       |       |       |       |       |
| 14.           | "من الجنب"                       | أوشن | "Sideways"                    | 1:54  |       |       |       |       |       |       |       |       |
| 15.           | "فلوريدا"                        | أوشن | "Florida"                     | 1:15  |       |       |       |       |       |       |       |       |
| 16.           | "إمبييتا / أمنية موت (آي إس آر)" | أوشن نوكا ثورنالي                                                                                        | "Impietas / Deathwish (ASR)"  | 1:56  |       |       |       |       |       |       |       |       |
| 17.           | "يندفع"                          | أوشن | "Rushes"                      | 3:26  |       |       |       |       |       |       |       |       |
| 18.           | "يندفع إلى"                      | أوشن نوكا ثورنالي مايكل أوزورو                                                                           | "Rushes To"                   | 2:12  |       |       |       |       |       |       |       |       |
| 19.           | "هيغز"                           | أوشن | "Higgs"                       | 3:39  |       |       |       |       |       |       |       |       |
| 20.           | "متسوبيشي سوني"                  | أوشن ثورنالي                                                                                             | "Mitsubishi Sony"             | 2:26  |       |       |       |       |       |       |       |       |
| 21.           | "جهاز تحكم"                      | تيلمانز                                                                                                  | "Device Control"              | 7:04  |       |       |       |       |       |       |       |       |
| المدة الكلية: | المدة الكلية:                    | المدة الكلية:                                                                                            | 45:52                         | 45:52 | 45:52 | 45:52 | 45:52 | 45:52 | 45:52 | 45:52 | 45:52 | 45:52 |

ملاحظات
- الأغنية «جهاز تحكم» بكلا نسختاها لا تظهر على الإصدارات الصوتية للألبوم، مع تمديد مدة «متسوبيشي سوني» إلى 2:51، مما يؤدي إلى تغير المدة الإجمالية إلى 38:17.
- هناك بعض التناقضات بين قوائم الأغاني المختلفة، حيث لا توجد بعض الأغاني، مثل «بطريقة معينة»، و«زينون»، و«طفل عسل»، و«إذهب بعيدًا» ("Walk Away")، و«إمبيتاز»، و«متسوبيشي سوني»، والنسخة الثانية لـ«جهاز تحكم» على جميع الإصدارات للألبوم.
- يتم كتابة "Comme des Garçons" («مثل الأولاد») بشكل خاطئ ("Commes des Garcons") في إصدارات الفيديو.

ائتمانات المقتطفات الصوتية
- ^[a]«في أفضل حالاتك (أنت حُب)» هي أغنية بالأصل ألفوها وأدوها أخوة إيزلي، ثم أدتها المغنية الراحلة آليا لاحقًا، وأصدر أوشن نسخته على حسابه بموقع تمبلر قبل إصدار الألبوم، كثناء لها في ذكرى ميلادها السادس والثلاثون.
- ^[b] «هوبلوز» تحتوي على مقتطفات صوتية من «نحن نرحل اليوم» ("We Ride Tonight")، أغنية أدوها فرقة الشيربز، وألفوها غارث بورتر، وأنثوني ميتشيل، وداريل بريثويت.
- «بطريقة معينة»، تحتوي على مقتطف صوتي من كلمات كرستال لابيجا في الفيلم الملكة (1968)[23]، وأيضًا مقتطف من الأغنية «أظن أنني وقعت في الغرام معك» ("I Think I'm in Love with You")، والتي أدتها فرقة ويي، وألفها نورمان وايتسايد.

«طفل عسل» تحتوي على مقتطفات صوتية من «فابور باراتو» ("Vapor Barato")، والتي أداها غال كوستا وألفاها جاردز ماكاليه ووالي سالماو.

## طاقم العمل

### الفيلم
- فرانك أوشن – مخرج
- فرانسس سوريانو – مخرج تصوير، محرر
- توماس ماستوراكوس – مصمم إنتاج
- ويندي موريس – منتج
- ريتا زبدي – مصمم أزياء
- هِنري هيلاندر – مصمم أزياء مساعد
- بايبر ماش مونكي – القسم الفني
- تي إم جي – بناء موقع التصوير
- غرانت لاو – مؤثرات بصرية
- براندون شاڤيز – الألوان
- كالِب لاڤِن – مهندس الصوت
- كيث فيريرا – أول مساعد كاميرا
- تاج فراسويس – محرر مساعد، فني تصوير رقمي
- مارتن هوفميجر – مصمم صوتي
- برِنت كيسر – مصمم صوتي

### الألبوم
| المغنين - فرانك أوشن – الغناء الرئيسي - وولفغانغ تيلمانز – أداء («جهاز تحكم») - جازمين سولفن – غناء («هوبلوتس»)، غناء إضافي («ألاباما»)، غناء خلفي («ذبل» و«يندفع») - سامفا – غناء إضافي («ألاباما») - ريتا زِبدي – («مثل الأولاد») موسيقيون آخرون - جيمس بليك – جهاز المزج («في أفضل حالاتك (أنت حُب)») - كريستوف كاسول – البيانو («ا-ت-ح-ا-د») - كايل كومبز – جهاز المزج («جهاز تحكم») - ألكس جي – القيثارة («ا-ت-ح-ا-د»، «ذبل»، «انزلق علي»، «يندفع»، «هيغز») - جوني غرينوود – أوركسترا الكمان - أوستن هولوز – القيثارة («هيغز») - أُم'ماس كيث – البيانو («في أفضل حالاتك (أنت حُب)») - تيم ناب – جهاز المزج، برمجة الطبول («جهاز تحكم») - أوركسترا لندن المعاصرة – الأوركسترا («في أفضل حالاتك (أنت حُب)») - تروي نوكا – البرمجة («أمنية موت (آي إس آر)» و«يندفع إلى»)، برمجة الطبول («مثل الأولاد» و «هنا في مكان ما») ، جهاز المزج («هنا في مكان ما») - نولايف – برمجة الطبول («من الجنب») - فرانك أوشن – البيانو («ألاباما» و«بذل» و«هوبلوتس»)، برمجة إضافية («هنا في مكان ما» و «أمنية موت (آي إس آر)»)، القيثاراة («يندفع إلى») - بن ريد – قيثارة البيس («مثل الأولاد» و «ذبل» و«انزلق علي» و «يندفع») - بدي رُس – جهاز المزج («لي» و«ا-ت-ح-ا-د» و«مثل الأولاد» و«انزلق علي» و«من الجنب» و«يندفع»)، وقيثارة البيس («فلوريدا») سيباستيان – البرمجة وجهاز المزج («يندفع إلى» و«في أفضل حالاتك (أنت حُب)» و«هيغز»)، البرمجة الإضافية وجهاز المزج («انزلق علي») - نيكو سيغال – البوق («ا-ت-ح-ا-د») - روزي سليتر – طبول إضافية («جهاز تحكم») - سبيسمان – القيثارات («هنا في مكان ما» و«أمنية موت (آي إس آر)» و«يندفع» و«يندفع إلى») - مايكل أوزورو – برمجة («يندفع إلى») - فيجن – برمجة («زينونز» و«هنا في مكان ما» و«أمنية موت (آي إس آر)» و«يندفع إلى» و «متسوبيشي سوني»)، برمجة الطبول («مثل الأولاد» و«هنا في مكان ما» و «انزلق علي» و«من الجنب» )، قيثارة البيس («انزلق علي») - 88 كيز – برمجة إضافية («هوبلوتس») الإنتاج - فرانك أوشن – إنتاج، إنتاج تنفيذي - فيجن – إنتاج - تروي نوكا – إنتاج - مايكل أوزورو – إنتاج - أركا – إنتاج («لي») - 88-كيز – إنتاج («هوبلوتس») - ستوو – إنتاج مشارك («ا-ت-ح-ا-د») - فرانك دوكز – إنتاج مشارك («ا-ت-ح-ا-د») |

## تواريخ الإصدارات
| المنطقة     | التاريخ        | الصيغة                     | شركة التسجيل |
| ----------- | -------------- | -------------------------- | ------------ |
| مناطق عديدة | 19 أغسطس 2016  | التحميل الرقمي             | فرِش برودوس   |
| مناطق عديدة | 27 نوفمبر 2017 | قرص مضغوط (سي دي)/دي في دي | بويفريند     |

ملاحظات
1. ↑  نسخ الفي إتش إس تم شحنها من 10 فبراير 2018. نسخ الأقراص المضغوطة/الدي في دي والڤاينل تم شحنها من 9 أبريل 2018.

## روابط خارجية
- لانهائي على موقع ديسكوجز (قائمة الإصدارات)